# 帕辛基
48°52′36″N 28°5′3″E / 48.87667°N 28.08417°E
帕辛基（烏克蘭語：Пасинки），是烏克蘭的村落，位於該國西南部文尼察州，由日梅林卡區負責管轄，始建於1750年，面積24.2平方公里，海拔高度288米，2001年人口802，人口密度每平方公里33.14人。